# José da Cunha Ferreira
José da Cunha Ferreira (Bananal, 1853 – Guaratinguetá, 1914) foi um médico brasileiro.
Foi eleito membro da Academia Nacional de Medicina em 1890, com o número acadêmico 157, na presidência de José Cardoso de Moura Brasil.